# Metralleta 'Stein'
Metralleta Stein es una película española de 1974 dirigida por José Antonio de la Loma con John Saxon, Francisco Rabal, Blanca Estrada, Frank Braña y David Carpenter en los papeles principales.

## Reparto
- John Saxon: Mariano Beltrán
- Francisco Rabal: Comisario Mendoza
- Blanca Estrada: Ana
- Frank Braña: El minero
- José María Blanco: Andrés
- David Carpenter: Carlitos
- Juan Llaneras: Sebastián
- Manuel Gas: Cucurella
- Marta May: Margarida
- Andrés Martínez: Sargento de la Guardia Civil

## Producción
Esta película asentó las bases del thriller como género cinematográfico de producción española. Fue rodada en España, principalmente en Barcelona.